# جونت اسمیث
جونت اسمیث (انگلیسی: Jonte Smith؛ زادهٔ ۱۰ ژوئیهٔ ۱۹۹۴) بازیکن فوتبال اهل برمودا است.
از باشگاه‌هایی که در آن بازی کرده‌است می‌توان به باشگاه فوتبال گوسپورت بورو، باشگاه فوتبال هاوانت و واترلوویل، باشگاه فوتبال گلاستر سیتی، باشگاه فوتبال لوس، باشگاه فوتبال متروپولیتان پلیس، باشگاه فوتبال ایست‌بورن بورو، باشگاه فوتبال کراولی تاون، و باشگاه فوتبال ساتون یونایتد اشاره کرد.
وی همچنین در تیم‌های ملی فوتبال برمودا، و برمودا، بازی کرده‌است.